# Куандария
Куандария (каз. Қуаңдария, до 199? — Шалгаскаат) — село в Кармакшинском районе Кызылординской области Казахстана. Административный центр Куандарьинского сельского округа. Расположено на протоке Куандарья. Код КАТО — 434659100.

## Население
В 1999 году население села составляло 1166 человек (622 мужчины и 544 женщины). По данным переписи 2009 года, в селе проживало 926 человек (505 мужчин и 421 женщина).